# 希隆斯克地區奧博爾尼基

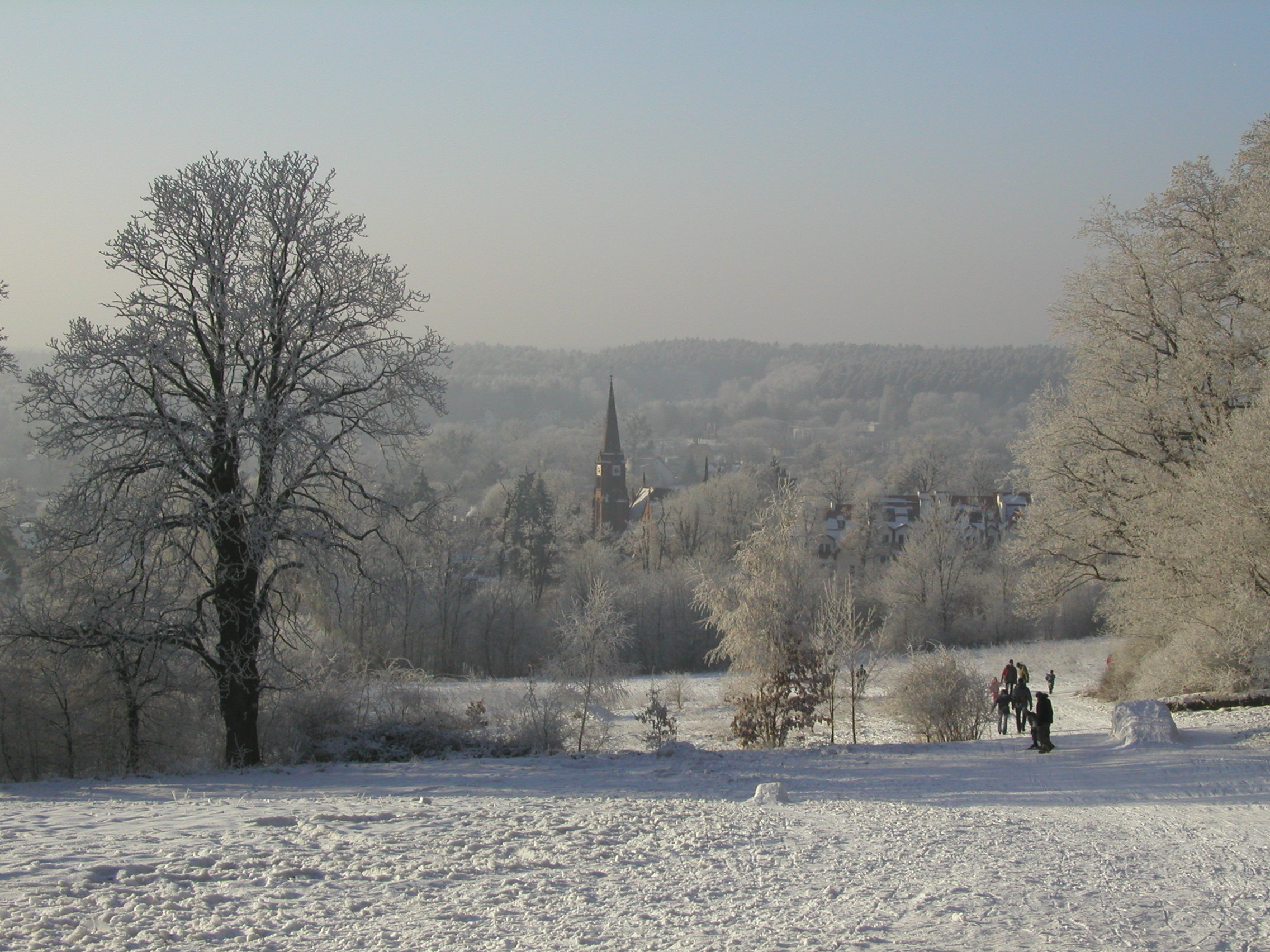

希隆斯克地區奧博爾尼基（波蘭語：Oborniki Śląskie，發音：[ɔbɔrˈɲikʲi ˈɕlɔ̃skʲɛ]）是波蘭下西里西亞省的城鎮，位於該國西南部，距離省會弗罗茨瓦夫約22公里，始建於十三世紀，面積14.46平方公里，最高點海拔高度220米，2006年人口8,426。

## 外部連結
- Municipal website

51°18′N 16°55′E / 51.300°N 16.917°E